# Lap dance

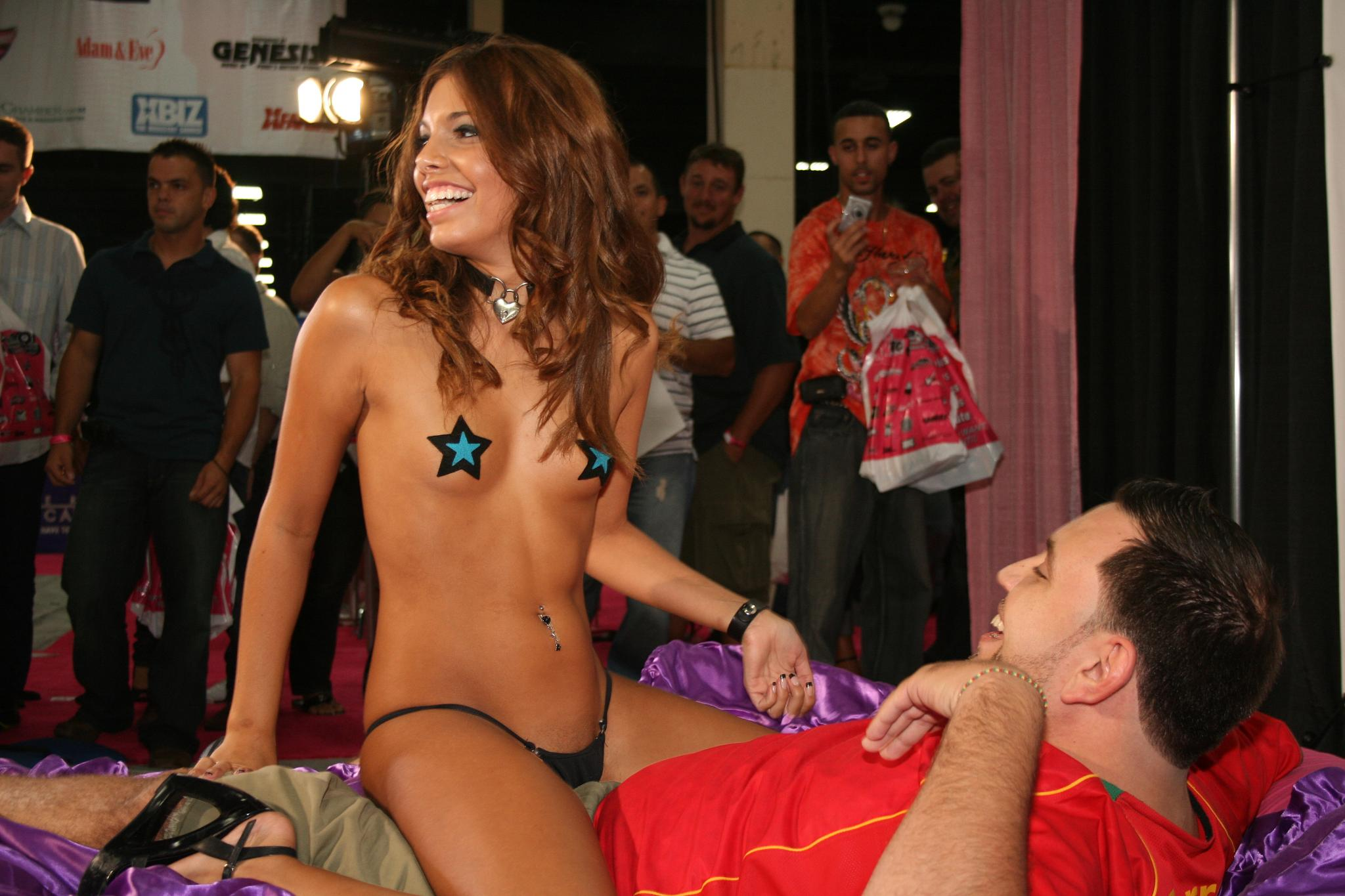
Exemplo de lap dance.

Lap dance ou dança no colo é uma dança erótica, comum em clubes de striptease, onde a(o) dançarina(o) move-se sensualmente com ou sem roupa chegando a sentar no colo do cliente, a(o) dançarina(o) pode estar nua ou de topless, o contato geralmente é de ato não penetrativo podendo ser mútuo ou apenas da dançarina, o cliente pode estar sentado ou deitado.
Músicas mais calmas, mas com uma certa sensualidade são as ideais para um bom lap dance.
O lap dance surgiu na década de 1970 no New York's Melody Theate nos Estados Unidos como uma variação do striptease onde havia contato direto da dançarina com o cliente. Alcançou grande projeções na Europa.